# Саадет II Ґерай
Сааде́т II Ґера́й (крим. II Saadet Geray, ۲سعادت گراى‎; ? — 1587 р.) — кримський хан у 1584 р. з династії Ґераїв, займав престол під час правління Ісляма II Ґерая. 

## Біографія

### Калга
Син Мехмеда II Ґерая і Махдум Султан, онук Девлета I Ґерая.
Був калгою при дворі батька, потім був призначений першим в історії країни нуреддіном. Влітку 1579 року царевич Саадет Ґерай брав участь в поході свого батька в Закавказзі, де кримська орда спустошила Ширван, захопивши велику кількість полонених і багаті трофеї.
У тому ж 1579 році після смерті в іранському полоні калги Аділь Ґерая, молодшого брата Мехмед Ґерая, кримський хан призначив на вакантну посаду калги свого старшого сина Саадет Ґерая. Однак на сан калги також претендував інший ханський брат Алп Ґерай, якого підтримували інші брати. Мехмед Ґерай вирішив розправитися з Алпом, який відмовився очолити татарський похід на перські володіння в Закавказзі. Царевич Алп і Селямет Ґераї втекли з Криму в Стамбул, але по дорозі були перехоплені українськими козаками. Разом з польським посольством принци прибули в османську столицю, де домоглися підтримки при султанському дворі. Мехмед Ґерай змушений був примиритися зі своїми братами. Алп Ґерай повернувся до Криму і отримав посаду калги. Саадет Ґерай отримав сан нуреддіна, другого співправителя і спадкоємця хана.

### Втеча з Криму
Навесні 1584 року османський султан Мурад III  відсторонив кримського хана Мехмеда II від трону і призначив новим ханом його брата Ісляма II Ґерайя. Кримський хан Мехмед Ґерай зібрав 40-тисячне татарське військо і обложив турецьку фортецю Кефе, де знаходився османський воєначальник Осман паша, який прибув до Криму, щоб повалити і захопити в полон бунтівного хана. У травні 1584 в Кефе приплив новий кримський хан Іслям Ґерай із загонами турецьких яничарів. Кримськотатарські беї зі своїми дружинами зрадили Мехмед Ґерая і перейшли на бік Іслям Ґерая. Повалений хан Сьомін Мехмед Ґерай з сім'єю і невеликою кількістю прихильників втік з Криму в ногайську Орду, розраховуючи там зібрати нове військо для продовження боротьби. Однак в околицях Перекопу Мехмед Ґерай був убитий за наказом калги Алп Ґерая.
Колишній нуреддін Саадет Ґерай разом з молодшими братами Мурадом і Сафою Ґераями втік до Малої Ногайської орди. Його підтримували мангитські мурзи з роду Мансур (Есень та Арслана Дівєєвим).

### Хан
Саадет Ґерай, бувши старшим із синів кримського хана Мехмед Ґерая, вів боротьбу за ханський престол зі своїм дядьком Іслям Ґераєм. Влітку 1584 року Саадет Ґерай на чолі 15-тисячного ногайського війська увірвався всередину Кримського півострова. Разом з ним були його молодші брати Мурад і Сафа Ґерай (калга). Крім ногайців, разом з Саадет Ґераєм були кумики і невеликий загін донських козаків. Саадет Ґерай підступив до Бахчисараю і осадив ханську столицю. Облога тривала сім днів. Кримський хан Іслям Ґерай вночі втік з Бахчисарая в Балаклаву, звідки перебрався в Кефе. Ногайці, дізнавшись про втечу хана, вранці намагалися його переслідувати, але не змогли наздогнати. У Кефе також бігли калга Алп Ґерай і Селямет Ґерай. Саадет Герай зайняв Бахчисарай і захопив ханську скарбницю. 
Повалений хан Іслям Герай звернувся до османського султана за військову допомогу у боротьбі проти племінника. Мурад III наказав Кефінському бею надати підтримку Іслям Гераю. З Стамбула в Кефе відпливли галери з чотирьохтисячним військом яничар.
З Бахчисарая Саадет Ґерай з ногайським військом виступив проти дядька, щоб остаточно його розгромити. Деякі кримські беї стали переходити на бік Саадета. В Ескі-Кирим (Старому Крим) татарські та ногайські беї звели Саадет Ґерая на ханський престол. Саадат Герай призначив калгу свого молодшого брата Сафу Ґерая (пом. 1591), а нуреддіном зробив іншого молодшого брата Мурада Герая (пом. 1591).
Саадет Герай осадив турецьку фортецю Кефе, де переховувався повалений хан Іслям Ґерай з братами. Облога тривала два з половиною місяці. Восени 1584 в Кефе прибуло турецьке військо. Калга Алп Ґерай на чолі яничар виступив проти свого бунтівного племінника Саадет Ґерая, який з ногайським військом змушений був відступити від Кефе. У запеклій битві в долині річки Індол Саадет Ґерай зазнав повної поразки. У битві загинуло багато ногайскої мурзи, прихильників Саадет Ґерая, в тому числі Есень-бей, глава роду Мансур. Царевич Саадет, Сафа і Мурад Ґераї з невеликою кількістю прихильників бігли з Криму в ногайські кочовища — Дівеєвих і Казиєвих. Тут отримав допомогу від частини клану Ширін, мурз клану Яшлав і Кулюк, а також перекопських беків Заграпа і Сулеша.

### Боротьба за владу
Навесні наступного 1585 року Саадет Ґерай зробив другий похід на Кримське ханство. Однак на підступах до Криму його зустріло велике татарське військо під командуванням калги Алп Ґерая. Саадет Ґерай змушений був повернутися назад, а калга Алп Ґерай переслідував його до р. Північний Донець.
Після повторної невдачі брати розділилися. Саадет Ґерай вирушив до Кумикії, де Чопа-шамхал надав йому притулок у своїх володіннях. Сафа Герай поїхав в Черкесію, а Мурад Ґерай прибув до Астрахані, де вступив на службу до московського царя Федора Івановича. Брати Саадет і Сафа Ґераї вступили в переговори з Російською державою, а їх брат Мурад Ґерай навесні 1586 прибув до Москви, де був з великими почестями прийнятий самим царем Федором  Івановичем. На вересні 1586 року царевич Мурад Ґерай, призначений астраханським намісником, був відправлений зі столиці по Волзі до Астрахані. Його брати Саадет і Сафа Ґераї отримали дозвіл кочувати з великими ногаями під Астраханню.
Восени 1586 року СафаҐ ерай прибув в Кумики, де приєднався до свого старшого брата Саадет Ґерая. Російський уряд від імені Мурад Ґерая відправило гінців до обох царевичам, закликаючи їх прибути в Астрахань. Саадет Ґерай з сім'єю прибув до Астрахані, а його брат Сафа Ґерай відмовився співпрацювати з московським урядом.

## Смерть
Восени 1587 року Саадет Ґерай раптово помер в Астрахані. Вважають, що він був убитий за наказом московського уряду, якому стало відомо про таємні переговори з Константинополем про перехід Астрахані в османське підданство. Похований у Бахчисараї в дюрбе Трьох ханів. Згодом калга Шахін Ґерай, молодший син Саадет Ґерая, прямо заявляв, що його батько був погублений московцями.

## Сім'я
Дружини
- Ер-Туган Султан — дочка князя Малої Ногайської Орди
- Невідома наложниця — дочка шамхала Тарковського.

Сини
- Ханзаде Кумик
- Ханзаде Девлет
- Ханзаде Мехмеда
- Ханзаде Шахін